# Ovstoug
Ovstoug (Овстуг) est un ancien domaine seigneurial, aujourd'hui village, qui appartenait à la famille de Tiouttchev, le fameux écrivain russe du XIXe siècle. Il se situe près de Briansk dans le raïon de Joukovka. Le manoir est aujourd'hui un musée consacré à l'écrivain.

## Histoire
Le domaine a été mentionné pour la première fois au XVIe siècle, mais il est habité depuis l'antiquité par des tribus slaves de Sivériens, de Viatitches ou de Rodimitches. C'est ici que naquit Fiodor Tiouttchev, le 5 décembre 1803, et qu'il y passa sa prime jeunesse et son adolescence. Le manoir, datant de la fin du XVIIIe siècle, se trouve au bord de la rivière Ovstoujenka et est entouré d'un étang avec une gloriette, d'un parc à l'anglaise vallonné, parcouru d'allées ombragées. Les descendants de l'écrivain vendent des parties du domaine et le château est sérieusement dégradé après la révolution de 1917. Grâce aux efforts des habitants de  la région et du président du kolkhoze, B.M. Kopyrnov, l'on redonne vie au domaine en créant un petit musée communal à côté dans les années 1980 sur l'histoire de la région qui est financé au début par les habitants du kolkhoze.
Le manoir, quant à lui, se présente sous la forme d'un petit château néoclassique avec un portique hexastyle dorique au milieu de la façade du côté du parc. Le corps de logis est flanqué de petites ailes basses et dominé par un belvédère. Un petit bâtiment à un étage avec fronton à la grecque et portique tétrastyle se trouve à côté et servait de dépendance. On trouve à proximité la grande église de pierre néoclassique du village, un moulin à vent, et l'école de bois patronnée par l'écrivain. Le château est meublé de pièces de style Biedermeier ou russes romantiques, avec des portraits de famille et d'intellectuels de l'époque. Des expositions régulières, des conférences, des lectures et des pièces de théâtre sont organisées pour le public tout au long de l'année.